# Steve Howe
Steve Howe (* 8. dubna 1947 v Holloway, severní Londýn, Anglie) je anglický hudebník, skladatel a producent známý pro své působení v progressive rockové skupině Yes, kde hrál od roku 1970. Howe se narodil v Holloway v severním Londýně a začal se zajímat o kytaru a sám se učit hrát ve 12 letech. Na hudební kariéru se vydal v roce 1964, nejprve šest let hrál v několika londýnských bluesových, cover a psychedelických rockových kapelách, včetně Syndicats, Tomorrow a Bodast.
Po připojení k Yes v roce 1970 pomohl Howe změnit hudební směřování kapely, což vedlo k většímu komerčnímu úspěchu i ohlasu kritiky. Jeho směs akustické a elektrické kytary pomohla formovat zvuk kapely. Je autorem mnoha z jejich nejznámějších písní. Steve Howe zůstal členem, dokud se skupina v roce 1981 krátce nerozpadla. Do skupiny se vrátil v roce 1990 na dva roky a od roku 1995 zůstal jejím členem na plný úvazek. Po smrti bubeníka Alana Whita v roce 2022 je v současnosti nejdéle působícím členem kapely.
Howe dosáhl dalšího úspěchu v 80. letech jako člen rockových kapel Asia, GTR a Anderson Bruford Wakeman Howe. Má také obsáhlou sólovou kariéru - vydal 20 sólových alb, která dosáhla různých úrovní úspěchu, a spolupracoval s umělci jako Frankie Goes to Hollywood, Martin Taylor a Queen. Ve vystupování s Yes pokračuje dál, dále jako člen jazzové skupiny Steve Howe Trio, jeho sólového projektu. V dubnu 2017 byl Howe jako člen Yes uveden do Rock and Roll Hall of Fame.

## Sólová diskografie
- Beginnings (1975)
- The Steve Howe Album (1979)
- Turbulence (1991)
- The Grand Scheme of Things (1993)
- Not Necessarily Acoustic (1994)
- Homebrew (1996)
- Quantum Guitar (1998)
- Pulling Strings (1999)
- Portraits of Bob Dylan (1999)
- Homebrew 2 (2000)
- Natural Timbre (2001)
- Skyline (2002)
- Elements (2003)
- Guitar World (2003)
- Spectrum (2005)
- Remedy Live (2005)
- Homebrew 3 (2005)
- Motif (2008)
- The Haunted Melody (2008; se Steve Howe Trio)
- Travelling (2010; se Steve Howe Trio)
- Homebrew 4 (2010)
- Time (2011)
- Love Is (2020)

### Hostování
- Lou Reed - většina alba Lou Reed (1972)
- The Dregs - „Up in the Air“, album Industry Standard (1982)
- Frankie Goes to Hollywood - „Welcome to the Pleasuredome“, album Welcome To The Pleasuredome (1984)
- Queen - „Innuendo“, album Innuendo (1991)

### Videografie
- Classic Rock Legends (2002)
- Careful With That Axe (2004)
- Steve Howe's Remedy Live (2005)